# Stolnica v Manausu
 Stolnica v Manausu ali Metropolitanska stolnica Marije spočetja (portugalsko Catedral Metropolitana Nossa Senhora da Conceição), imenovana tudi Catedral Metropolitana de Manaus, je katoliška stolnica v mestu Manaus, zvezna država Amazonas, severna Brazilija. Stoji na Praça XV de Novembro, v zgodovinskem središču Manausa.
Stolnica ohranja vidno mesto v pokrajini središča Manausa. Stoji na majhni vzpetini pred pristaniščem Manaus in je bilo prvo večje arhitekturno delo v mestu. Med dogodki, ki so zaznamovali njeno zgodovino, sta obiska brazilske cesarske družine leta 1927 in papeža Janeza Pavla II. leta 1980, ko je bil na svojem prvem apostolskem potovanju v Brazilijo.
Je matična cerkev mesta, ki sega v čas karmeličanskih misijonarjev, ki so leta 1695 ustanovili zgodnjo cerkev Naše Gospe.
Ta prostor je ponovno zgradil predsednik province Manoel da Gama Lobo D'Almada, ki je razširil njegove zmogljivosti. Novo delo pa je leta 1850 uničil uničujoč požar.
Leta 1892 je bila ustanovljena škofija Amazonas; cerkev je bila uradno odprta leta 1878.
Leta 1946 je bila cerkev povzdignjena v stolnico.

## Arhitektura
Igreja Matriz de Nossa Senhora da Conceição, ki je trenutno metropolitanska stolnica Manausa, je bila prvotno zgrajena na vrhu hriba, blizu dveh potokov in reke Rio Negro, v središču Praça 15 de Novembro. Zaradi svoje impozantne oblike je dobrodošla orientacija za vse, ki v mesto prispejo z ladjo. Po besedah zgodovinarja Otonija Mesquite je tempelj sestavljen iz dveh nadstropij, razdeljenih na tri osrednje dele in dva stranska stolpa, ki temelji na tradicionalni grško-rimski konstrukciji in sledi linijam neoklasicističnega sloga. Na njenem vrhu opazimo v sredini raven trikotni zatrep in nišo, v kateri je zavetnik.
Veliko materiala za gradnjo je bilo uvoženega iz Evrope, zlasti s Portugalske. Fasada je razdeljena na dve nadstropji z nekaj okrasnimi elementi, 6 zvonov je bilo je bilo izdelanih v portugalski livarni in nameščenih leta 1875, kapela, krstilnica in trije oltarji pa so izdelani iz apnenca iz Lizbone. Ploščice prihajajo iz Nova Rainha (zdaj Parintins).

## Praça XV de Novembro
Bolj znan kot Praça da Matriz, je kraj gostil slikarske dejavnosti, namestitev klopi z ikonografijo Belle Époque, namestitev ograj in park. Tlak na pločnikih so prav tako zamenjali s kamni iz São Toméja in zgradili nove tipične stojnice s hrano, revije in policijsko postajo.
V stari ptičnici so našli kamne in lioz iz prvotne cerkve, ki prihajajo neposredno iz Portugalske. Kraj je izoliran in služi kot neke vrste arheološko najdišče, kjer lahko prebivalci opazujejo zgodovinske najdbe. Po navedbah mesta Manaus so dela upoštevala vsa priporočila Inštituta za nacionalno zgodovinsko in umetniško dediščino (IPHAN).